# Tatjana Ždanoka
Tatjana Ždanoka (ros. Татьяна Аркадьевна Жданок, trb. Tatjana Arkadjewna Żdanok; ur. 8 maja 1950 w Rydze) – łotewska polityk i matematyk rosyjskiej narodowości, działaczka mniejszości rosyjskiej na Łotwie, liderka partii Rosyjski Związek Łotwy. Posłanka do Parlamentu Europejskiego VI, VII, VIII i IX kadencji.

## Życiorys
Studia matematyczne ukończyła na Uniwersytecie Łotwy w 1972. W 1992 uzyskała doktorat z zakresu nauk matematycznych, od 1972 pracowała jako wykładowczyni akademicka.
Karierę polityczną rozpoczęła w Komunistycznej Partii Łotwy/KPZR. Pod koniec lat 80., gdy Łotwa dążyła do odzyskania niepodległości, była działaczką Interfrontu opowiadającego się za pozostaniem Łotewskiej SRR w składzie Związku Radzieckiego. W wyborach w 1990 uzyskała mandat deputowanej z ramienia Interfrontu. W latach 1990–1993 posłowała do Rady Najwyższej – gdy w 1990 Łotwa ogłaszała swoją niepodległość, prosowieccy posłowie, w tym Tatjana Ždanoka, opuścili salę obrad.
W 1993. nie została dopuszczona do udziału w pierwszych po 1931 wolnych wyborach do parlamentu, ze względu na promoskiewskie stanowisko jej partii w 1991. Możliwości startu w wyborach odmawiano jej również w latach 1995, 1998 i 2002, za co zaskarżyła państwo łotewskie przed Europejski Trybunał Praw Człowieka. Jednocześnie w latach 1989–1994 i 1997–1999 zasiadała w radzie miejskiej Rygi.
Jako że ordynacja z 2004 zezwoliła na kandydowanie dawnym członkom Komunistycznej Partii Łotwy w wyborach do Parlamentu Europejskiego, wystartowała, uzyskując mandat eurodeputowanej z ramienia ugrupowania O Prawa Człowieka w Zjednoczonej Łotwie (PCTVL), którego była współprzewodniczącą. Formacja zdobyła wówczas 10,66% głosów, co przełożyło się na jeden mandat, który przypadł właśnie Tatjanie Ždanoce. W PE zasiadła we frakcji Zielonych i Wolnego Sojuszu Europejskiego.
Tatjana Ždanoka stała się postacią budzącą na Łotwie liczne kontrowersje: jedni uznali ją za osobę bezkompromisowo broniącą praw mieszkających w kraju członków rosyjskojęzycznej mniejszości, inni zaczęli oskarżać o wielkoruski szowinizm i działanie z inspiracji Kremla w celu rozbijania jedności państwa łotewskiego.
W 2005 została przewodniczącą Federacji Partii Rosjan w Unii Europejskiej, skupiającej organizacje mniejszości rosyjskiej działające na terenie UE, w tym koalicję O Prawa Człowieka w Zjednoczonej Łotwie. 12 maja 2005 jako jedyna przedstawicielka państw bałtyckich głosowała przeciwko rezolucji Parlamentu Europejskiego potępiającego ich aneksję przez ZSRR. Deklaruje krytyczny stosunek do lansowanego przez władze łotewskie antykomunizmu.
Podczas konfliktu rosyjsko-gruzińskiego w 2008 zaangażowała się po stronie Rosji – jej ugrupowanie w Sejmie łotewskim powołało grupę parlamentarną na rzecz współpracy z Osetią Południową i Abchazją. Sama Tatjana Ždanoka odwiedziła w marcu 2009 wraz z włoskim eurodeputowanym Giuliettem Chiesą zniszczone wojną Cchinwali.
W maju 2009 została uznana przez organizację votewatch.eu za najbardziej sumienną łotewską posłankę, gdyż w ciągu 5 lat uczestniczyła w 96,64% posiedzeń plenarnych zgromadzenia. W maju 2014 również przyznano jej status najbardziej pracowitej posłanki.
W wyborach europejskich w 2009 z powodzeniem ubiegała się o reelekcję z pierwszego miejsca listy ugrupowania PCTVL. Ponownie przystąpiła do grupy zielonych i regionalistów, została członkinią Komisji Wolności Obywatelskich, Sprawiedliwości i Spraw Wewnętrznych oraz Komisji Petycji. W wyborach w 2010 była kandydatką PCTVL na urząd premiera Łotwy. W wyborach parlamentarnych w 2014 uzyskała reelekcję do Parlamentu Europejskiego VIII kadencji. W marcu 2018 zrezygnowała z mandatu eurodeputowanej. W wyborach w 2019 ponownie jednak startowała do PE, uzyskując mandat posłanki IX kadencji.
W marcu 2022 była jedną z kilkunastu deputowanych, którzy głosowali przeciwko rezolucji PE potępiającej inwazję Rosji na Ukrainę (2022). W tym samym miesiącu znalazła się poza frakcją Zielonych i Wolnego Sojuszu Europejskiego.
W styczniu 2024 portal The Insider opublikował materiały wskazujące na wieloletnią współpracę Tatjany Ždanoki z rosyjskim wywiadem. Dziennikarze ustalili, że polityk współpracowała z co najmniej dwoma agentami Federalnej Służby Bezpieczeństwa, którym zdawała raporty ze swojej działalności i od których otrzymywała finansową gratyfikację.